# Velfac
VELFAC A/S ist ein dänisches Unternehmen mit Firmensitz in Horsens. Hauptgeschäftsfeld von Velfac ist die Herstellung von Fenstern und Türen, speziell für Fassaden. Die Firma ist eine Tochtergesellschaft des Mutterkonzerns Villum Kann Rasmussen Holding, zu der unter anderem auch die Tochterfirma Velux mit eigener Produktlinie gehört. Velfac exportiert in zahlreiche Länder und hat Verkaufsbüros in England, den Vereinigten Staaten, Irland, Schweden und Dänemark. Der Hauptsitz befindet sich in Ringkøbing. Die Firma hat 759 Mitarbeiter und erzielte 2008 einen Jahresumsatz von über 1,3 Milliarden Dänischen Kronen (etwa 200 Millionen Euro).

## Geschichte
Im Jahr 1941 gründete Villum Kann Rasmussen die V. Kann Rasmussen & Co. Dieses Unternehmen gründete 1952 das Tochterunternehmen Velfac; 1962 wird Velfac eine eingetragene Schutzmarke. Bereits von der Unternehmensgründung an produzierte Velfac Fenster und Türen, wobei zunächst Holzfenster- und Türen hergestellt wurden. Die Produktpalette wurde im Laufe der Jahre vergrößert und ab 1980 fokussierte sich die Produktion insbesondere auf Holz-Aluminium-Fenster und -Türen. 
Im Jahr 2000 eröffnete das Unternehmen in Nørresundby das Velfac-Haus mit 8000 Quadratmetern Produktionsfläche, wobei das Haus in den anschließenden Jahren stückweise erweitert wurde. Darüber hinaus etablierte Velfac in mehreren dänischen Städten Ausstellungshäuser – 2003 wurden solche Häuser unter anderem in Nørresundby, Horsens, Herlev, Odense und Ringkøbing, 2005 in Aarhus und 2007 in Hillerød eröffnet.